# Andrieszkino
Andrieszkino (ros. Андрешкино) – wieś (ros. деревня, trb. dieriewnia) w zachodniej Rosji, w osiedlu wiejskim Bieżanickoje rejonu bieżanickiego w obwodzie pskowskim.

## Geografia
Miejscowość położona jest nad rzeką Bieriezowka, 17 km od centrum administracyjnego osiedla wiejskiego i całego rejonu (Bieżanice), 138 km od stolicy obwodu (Psków).

## Demografia
W 2010 r. miejscowość nie posiadała mieszkańców.